# Научно-исследовательский институт стали
Научно-исследовательский институт стали (НИИ стали) — российский научно-исследовательский институт (НИИ), расположенный в городе Москве. Институт занимает площадь 64 тыс. м², в том числе производственные площади 40 тыс. м².

## История
Московская группа Ленинградского Научно-исследовательского института № 48 (НИИ-48) была создана приказом Наркомата танковой промышленности СССР от 22 мая 1942 года как организация по разработке танковой брони (с 1943 года как московский филиал).
В 1948 году Московский филиал ЦНИИ-48 был реорганизован в Центральную броневую лабораторию № 1 (ЦБЛ-1).
В 1955 году ЦБЛ-1 была преобразована в московский филиал ВНИИ-100.
В 1967 г. институт был преобразован во Всесоюзный научно-исследовательский институт стали (ВНИИ стали). Основными направлениями его деятельности были разработка новых марок стали, технологий производства брони, деталей ходовой части и танковых силовых установок, методов расчёта и оценки бронезащиты танков и другой техники.
В 1986 году институт был награждён Орденом Трудового Красного Знамени за успехи в труде.
В 1993 г. институт был преобразован в Открытое акционерное общество «Научно-исследовательский институт стали» (ОАО «НИИ стали»).
В настоящее время акционерное общество «НИИ стали» является головным предприятием России по материалам и конструкциям защиты вооружения и военной техники сухопутных войск. АО «НИИ стали» разрабатывает комплексы броневой, динамической, электромагнитной, противорадиационной защиты, защиты от высокоточного оружия, новые броневые и композиционные материалы, средства индивидуальной бронезащиты (бронежилеты, шлемы и пр.). Институт проводит научно-технические конференции, активно сотрудничает с ВУЗами и средними специальными учебными заведениями, имеет филиал кафедры МГТУ им. Н. Э. Баумана. В институте действует очная аспирантура.

## Руководители
- А. Т. Ларин 1942—1943 (МГ ЦНИИ-48)
- В. А. Делле 1943—1948 (МФ ЦНИИ-48)
- Г. Ф. Засецкий 1948—1955 (ЦБЛ-1)
  - С. И. Смоленский — главный инженер
- С. К. Щербаков 1955—1965 (Филиал ВНИИ-100)
  - С. И. Смоленский — зам. по науке 1955—1957; затем В. В. Иерусалимский
- А. Т. Ларин 1965—1974 (Филиал ВНИИ-100; ВНИИ стали)
- М. И. Маресев 1974—1989 (ВНИИ стали)
- В. И. Шашкин 1989—1991 (ВНИИ стали)

АО НИИстали
- 1991—1999 — Д. А. Рототаев
- 1999—2010 — В. А. Григорян
- 2010 — по настоящее время — Д. Г. Купрюнин

## Разработки и продукция

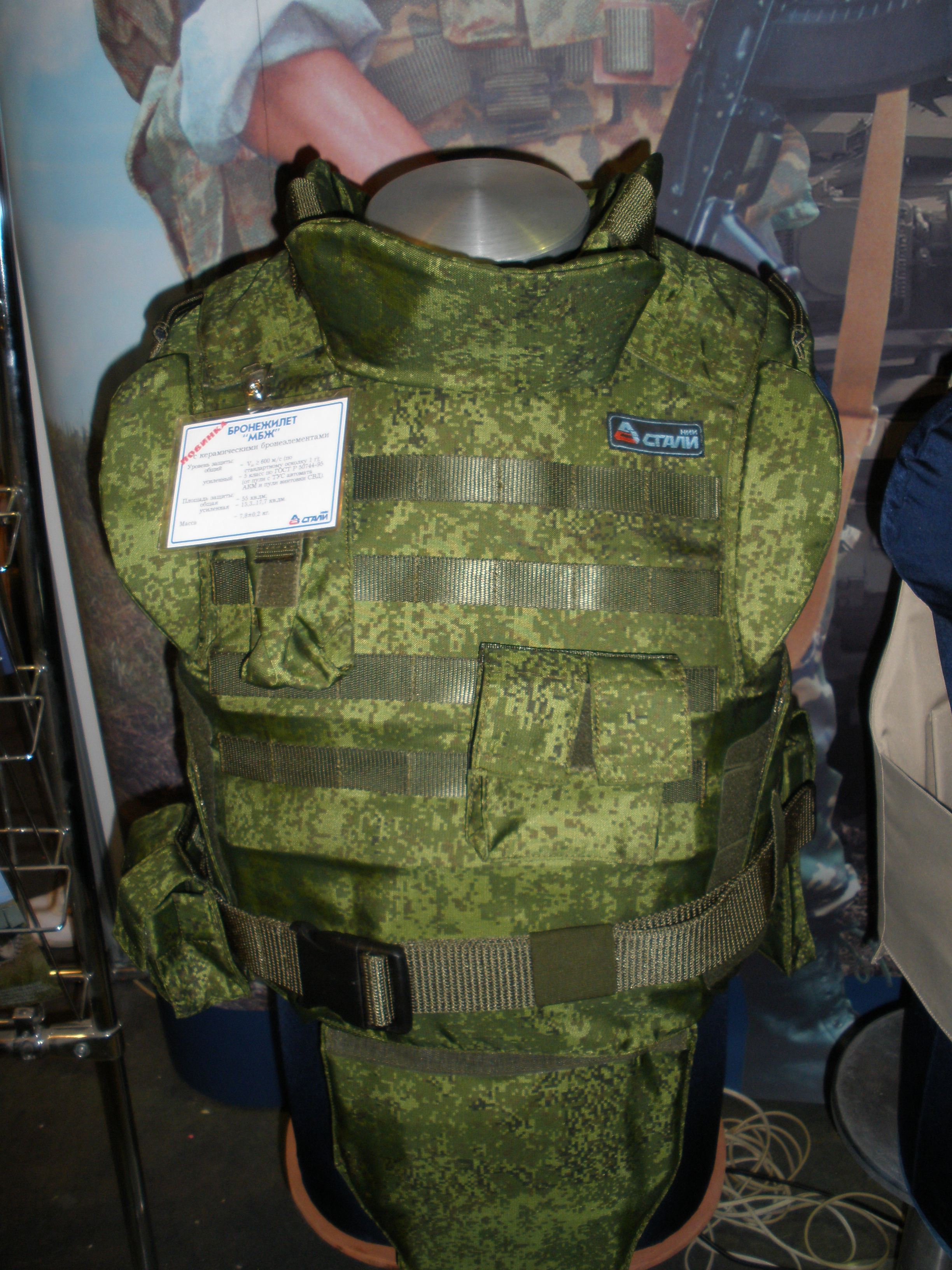
Бронежилет МБЖ, разработанный в НИИ стали

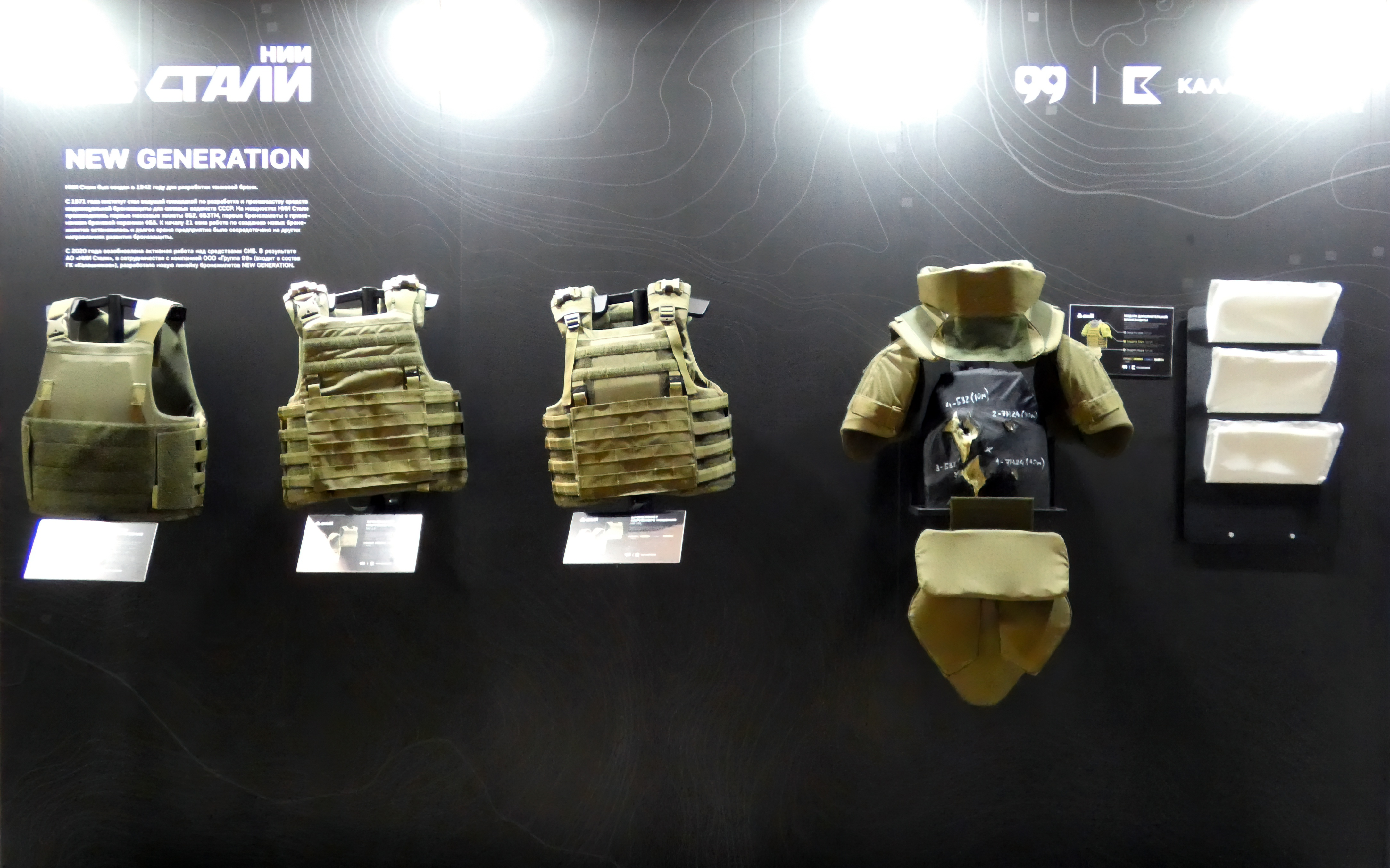
Модельный ряд на выставке «Армия-2021»

- Разработка литых броневых сталей СБЛ-1, СБЛ-2, МБЛ-1 для башен танков Т-55, Т-62 (1949 г.)
- Внедрение противопульной стали 54П, не требующей низкого отпуска после сварки (1951 г.)
- Внедрение процесса высокопроизводительной автоматической сварки регулируемой трёхфазной дугой. Внедрение технологии отливки танковых башен в кокиль (1954 г.)
- Разработка и внедрение первой в мире противоатомной защиты для танков и БМП (1957 г.)
- Постановка НИОКР по изучению возможности использования алюминиевых сплавов для изготовления бронекорпусов легких танков и бронемашин различного назначения (1959 г.). Изготовление в 1961 г. в опытном порядке корпуса плавающего танка ПТ-76 из конструкционного алюминиевого сплава Д20. Корпус прошел полный цикл ходовых и броневых испытаний на Кубинском полигоне и показал перспективность применения алюминиевой брони для бронемашин легкого класса.
- Разработка первой в мире комбинированной защиты с противокумулятивным наполнителем для танка Т-64 (1962 г.)
- Разработка алюминиевой брони для боевой машины десанта БМД-1 и БМД-2 (1967 г.)
- Изготовление торсионной подвески для Лунохода-1 (1969 г.)
- Разработка первых отечественных бронежилетов «ЖЗЛ» и «ЖЗТ» для МВД (1971 г.)
- Испытание первых в мире опытных образцов активной защиты «Веер» и «АЗОТ» для танков (1972 г.)
- Разработка, организация производства и массовая поставка в войска первых отечественных бронежилетов 6Б2, 6Б3, 6Б4 и 6Б5 (1979 г.)
- Разработка и изготовление бронированных саркофагов в мавзолеях В. И. Ленина и Г. Димитрова (1980 г.)
- Разработка и принятие на вооружение навесного комплекса динамической защиты (ДЗ) типа «Контакт» для танков Т-55, Т-62, Т-72, Т-80 (1982 г.)
- Разработка первых бронежилетов для VIP — для М. С. Горбачёва и Р. М. Горбачевой (1982 г.)
- Разработка и организация производства первой отечественной броневой керамики для бронежилетов и выпуск бронежилетов 6Б4 и 6Б5 с керамическими защитными элементами (1985 г.)
- Разработка и принятие на вооружение универсального комплекса динамической защиты встроенного типа «Контакт-5» (1986 г.)
- Разработка сварно-катаной башни для танков Т-72 и Т-80 (1989 г.)
- Проектирование и изготовление первого отечественного высокозащищенного хранилища для Центробанка РФ (1991 г.)
- Разработка ГОСТов на бронеодежду и создание системы сертификации средств защиты (1995 г.)
- Разработка и принятие на вооружение первых отечественных тканевополимерных бронешлемов 6Б7 (1999 г.)
- Разработка и поставка на экспорт комплекса ДЗ для БМП-3 (2000 г.)
- Разработка и принятие на вооружение нового поколения бронежилетов 6Б11 и 6Б12 и шлемов 6Б7, 6Б14, 6Б6, ТШ-5 (2002 г.)
- Принятие на вооружение нового комплекса универсальной ДЗ модульного типа «Реликт» (2005 г.)
- Поставка Министерству обороны Российской Федерации семейства шлемов нового поколения 6Б26, 6Б27, 6Б28 (2006 г.)
- Поставка инозаказчику первого комплекта компьютерных обучающих программ по танку Т-90 (2008 г.)
- Разработка семейства высокозащищённых бронеавтомобилей «Медведь» для армии (2009 г.)

### Средстваиндивидуальнойбронезащиты

#### Шлемы
- Урал — комбинированный титановый шлем высокой прочности из нового однофазного сплава титана с β-структурой, разработанный для нужд подразделений специального и особого назначения МВД России. При массе, меньшей на 10—15 %, чем у шлема 6Б6-3, характеризуется тем же уровнем защиты.[2]
- Рысь-Т — титановый шлем из высокопрочного титанового сплава. Внешняя оболочка выполнена по технологии глубокой вытяжки и усилена изнутри тканевополимерным подпором из арамидных тканей. Уровень защиты шлема — 2 по ГОСТ Р50744-95, забрала — от 9-мм пуль пистолета ПМ. Площадь защиты — не менее 13 дм2. Масса шлема — 3,5 кг (с забралом). Регулировка размера — в пределах от 56 до 62 размера. Может комплектоваться радиогарнитурой и монокулярным прибором ночного видения. Радиогарнитура для носимой радиостанции состоит из микрофона на гибком держателе, кнопки РТТ, разъема-соединителя, громкоговорителя и шнура с армированной вилкой. Конструкция микрофона обеспечивает регулировку его положения при боевом использовании и фиксацию при транспортировке.[3]